# Preben Bang Henriksen
Preben Bang Henriksen (nascido em 11 de fevereiro de 1954 em Nørresundby) é um advogado, escritor e político dinamarquês, membro do Folketing pelo partido político Venstre. Ele foi eleito para o parlamento nas eleições legislativas dinamarquesas de 2011.

## Formação
Ele formou-se como mestre em direito pela Universidade de Aarhus, em 1979, e tornou-se advogado em 1982.